# Waterlandse Zeedijk

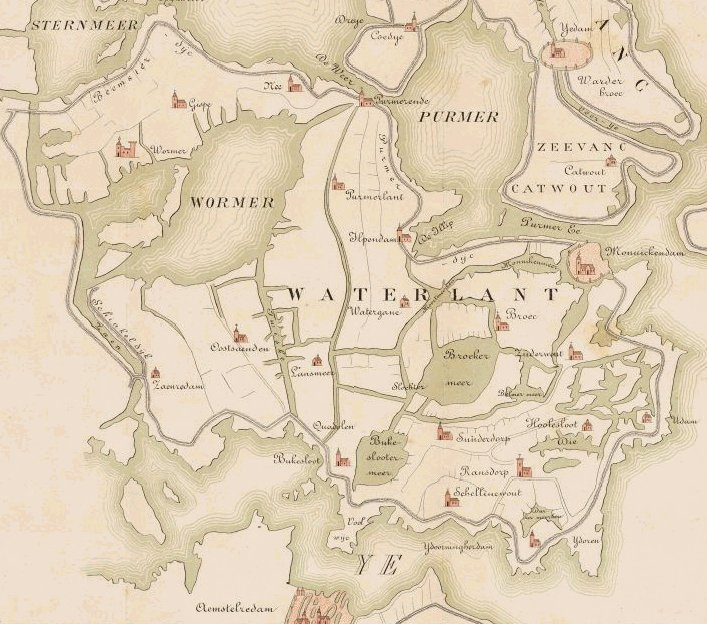
Plan du Waterland en 1288: la Waterlandse Zeedijk entoure la région, mais les lacs au nord sont encore en connexion ouverte avec le Zuiderzee

La Waterlandse Zeedijk est une digue néerlandaise, située en Hollande-Septentrionale au nord et nord-est d'Amsterdam.
Depuis le Moyen Âge, cette digue protège la région de Waterland contre les crues de la Zuiderzee (de nos jours IJsselmeer). C'est après l'inondation de la Sainte-Élisabeth en novembre 1421, où la Hollande et la Zélande ont été sévèrement touchées que les habitants de Waterland obtinrent en 1422 le privilège de construire cette digue protectrice.
Les villages amstellodamois de Durgerdam et Uitdam sont blottis contre la Waterlandse Zeedijk.